# Dicentra cucullaria
Dicentra cucullaria  es una especie de la subfamilia Fumarioideae antigua familia Fumariaceae.

## Descripción
Esta especie norteamericana es un de las más delicadas del género. Alcanza solo 20 cm de altura y forma lentamente montones crecientes. Crece a partir de tubérculos ovoides pequeños, no más grandes que una pepita de limón. El follaje es verde grisáceo, fino y como el encaje, y desaparece rápido tras la floración. Las flores, que brotan a principio de primavera, presentan dos espolones blanco y amarillo en la boca.